# Pernštejn
Zamek Pernštejn – zabytkowy średniowieczny zamek na terenie miejscowości Nedvědice w Czechach, w kraju południowomorawskim; jeden z najlepiej zachowanych zamków w Czechach.
Pierwsza wzmianka o zamku pochodzi z 1285. Od XIII w. była to siedziba rodu Pernštejnów (Pernsteinów). Do XVI w. gotycki zamek był wielokrotnie przebudowywany, w późniejszych wiekach nie dokonywano już większych zmian i dzisiejszy wygląd zamku odpowiada jego postaci z tego okresu. Właścicielami zamku w 1604 był Adam Lev Licek z Rýzmburka (von Riesenburg) i Ester Žejdlicové (von Seidlitz) ze Šenfeldu, natomiast od 1818 byli Mitrowscy: Wilhelm Mitrowsky von Mitrowitz (1789-1857), żonaty z Marie Josephine Schröfl von Mannsperg.

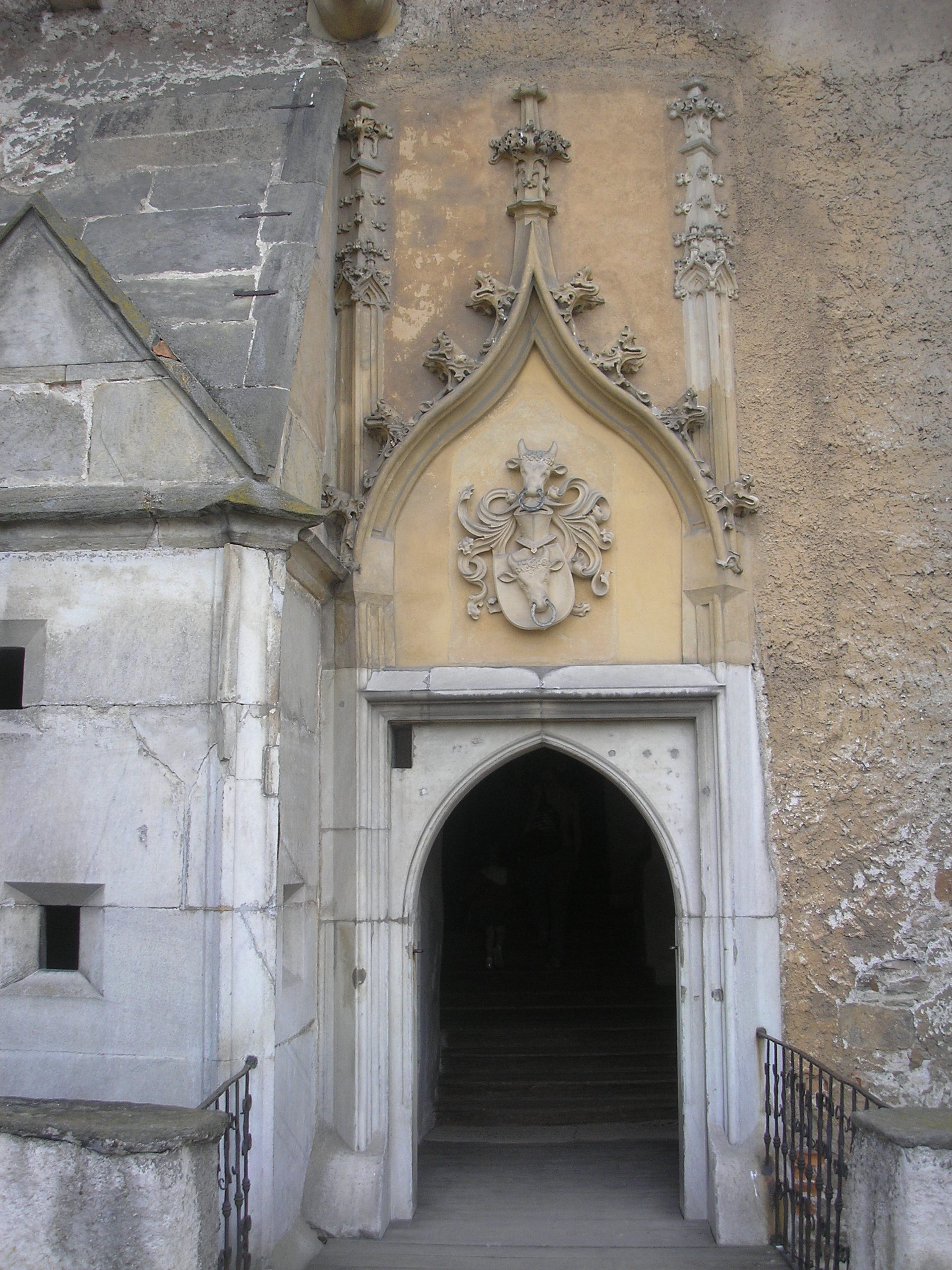
Herb von Pernstein
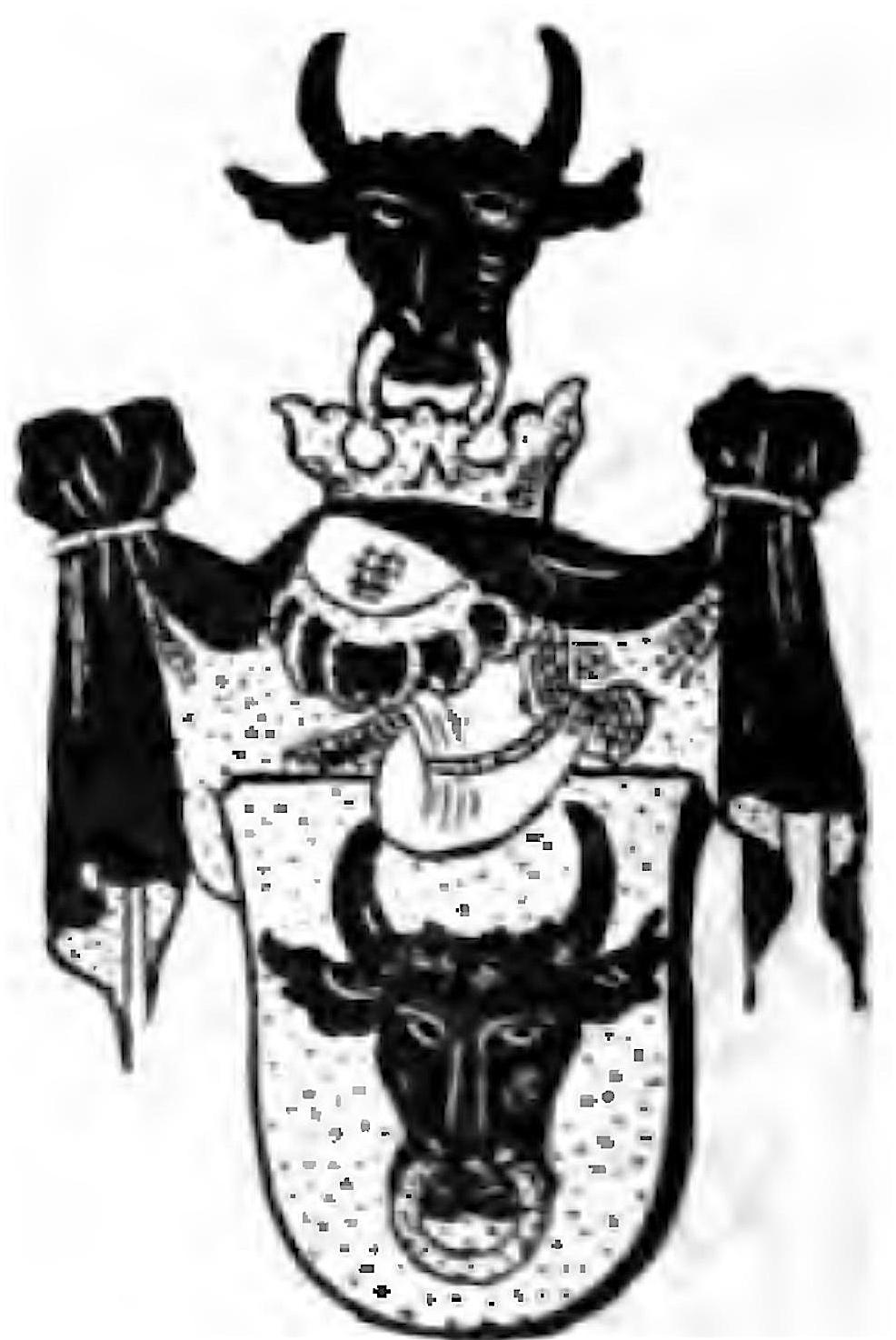
Herb von Pernstein
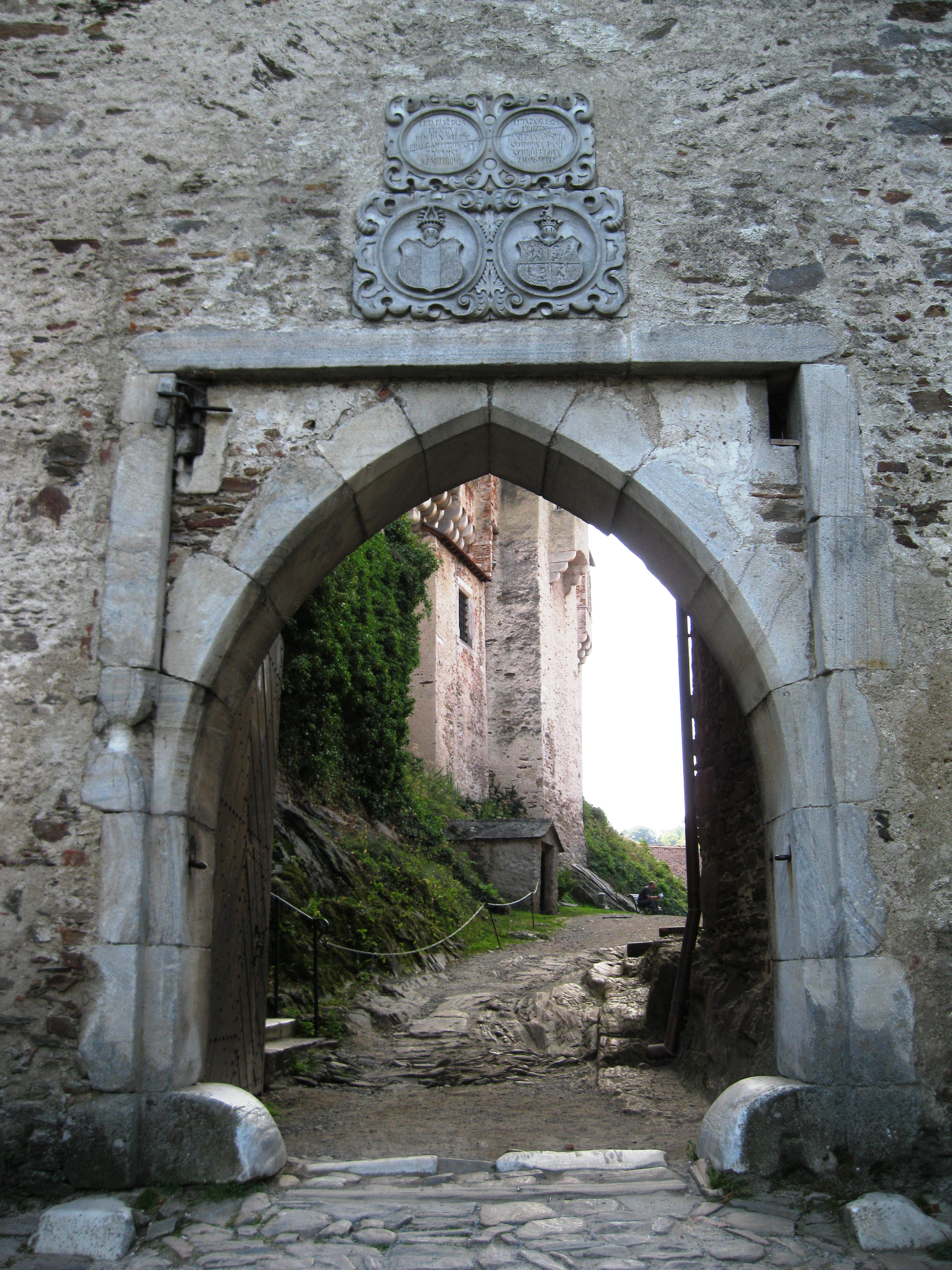
Herby. W. Mitrowsky i M.J. Schröfl
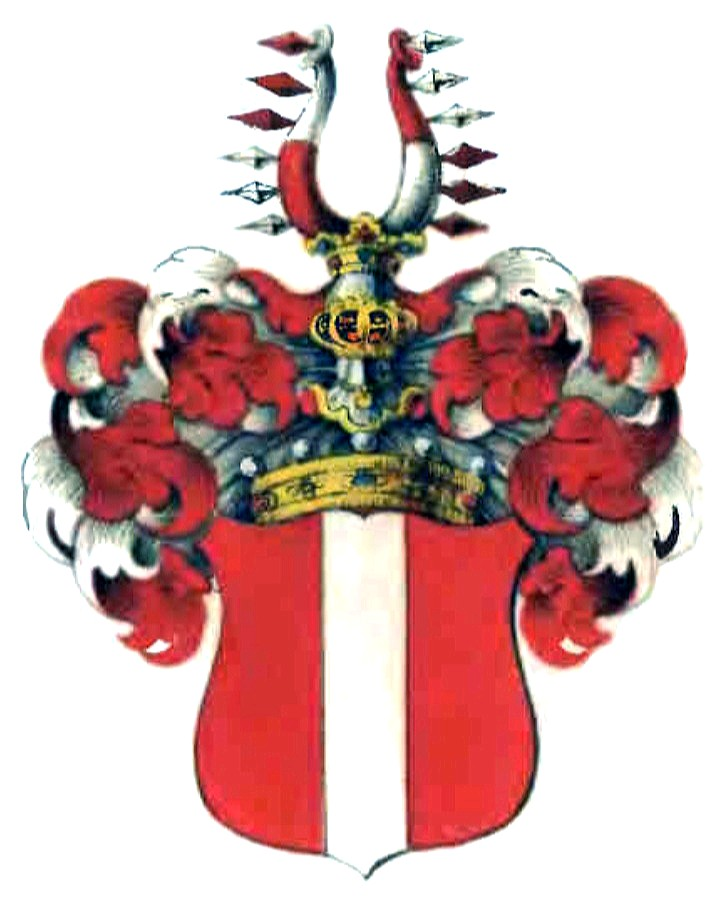
Herb  Wilhelma Mittrowsky’ego
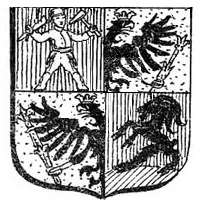
Herb Marii Schröfl von Mannsperg
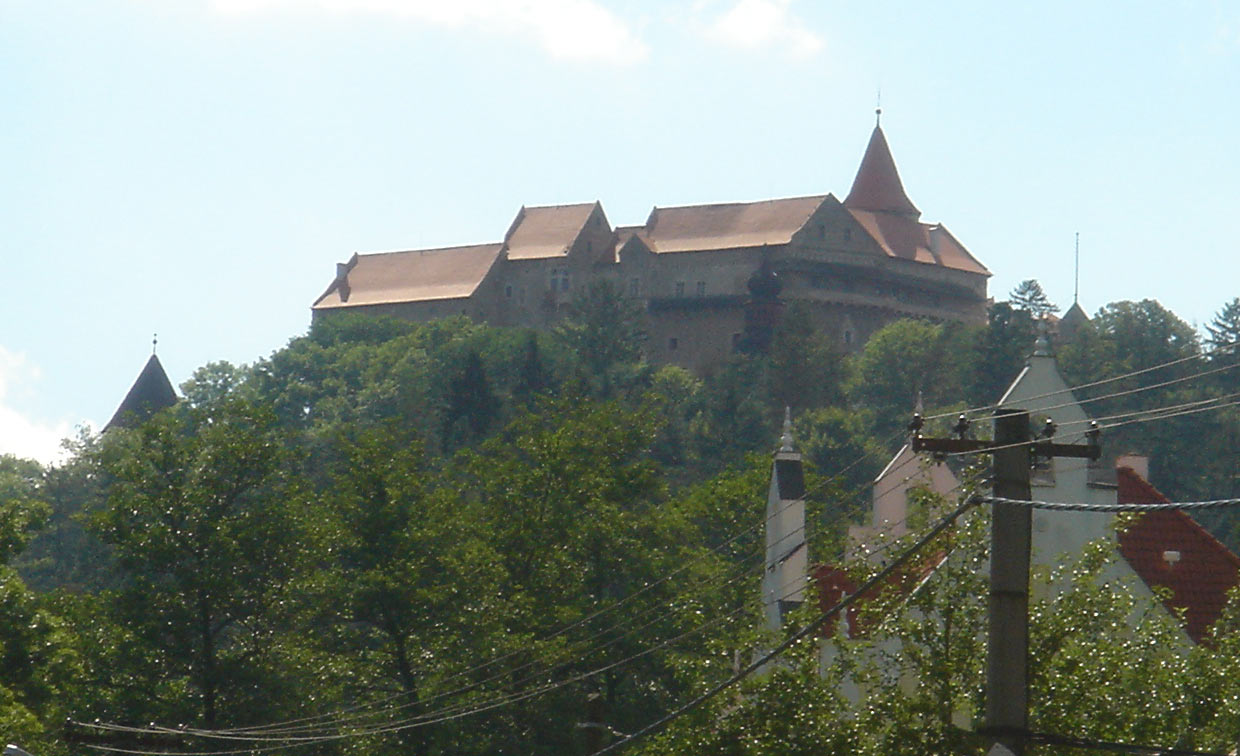
Zamek Pernštejn
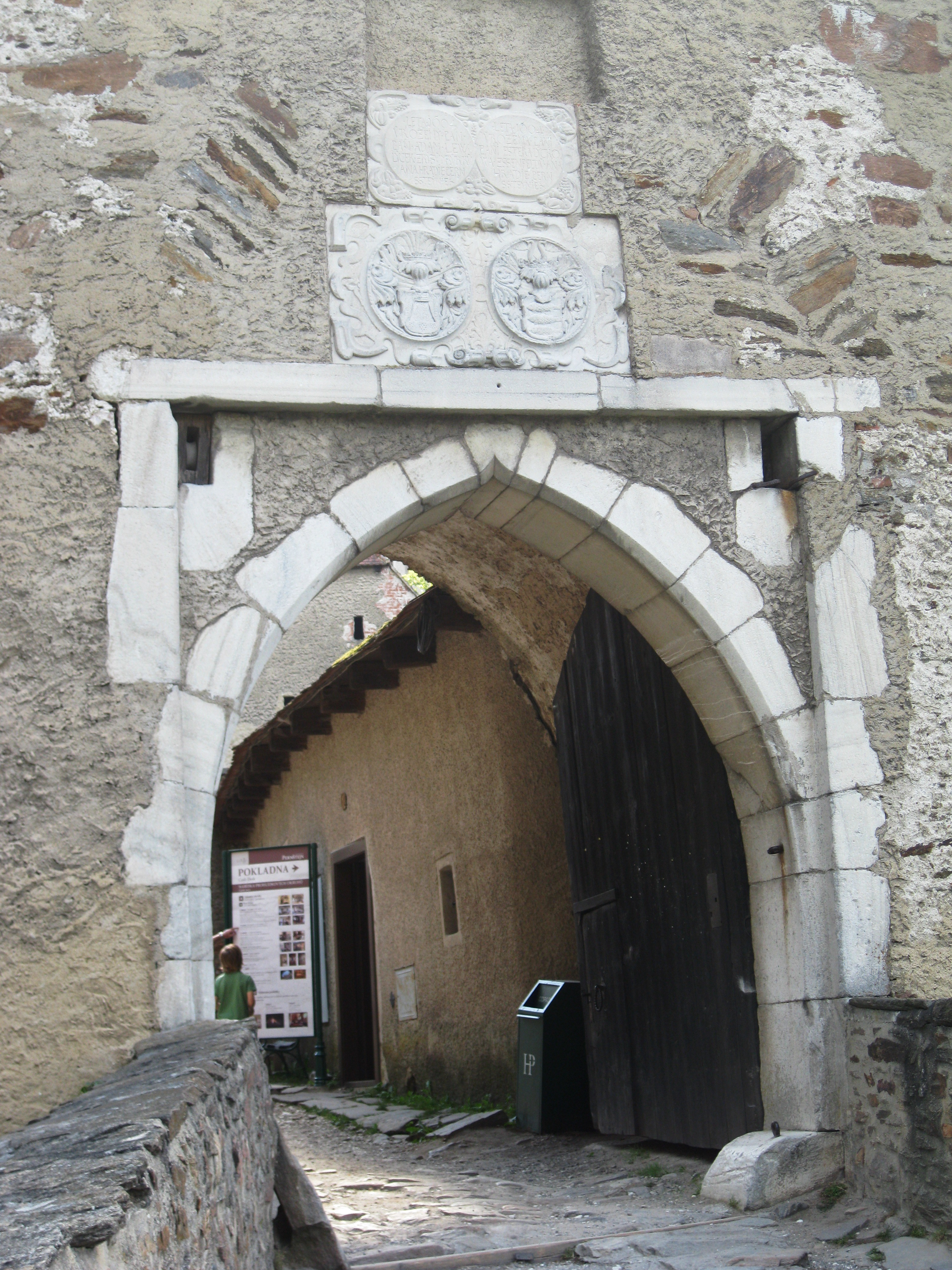
Herby A. Riesenburg i E. Seidlitz
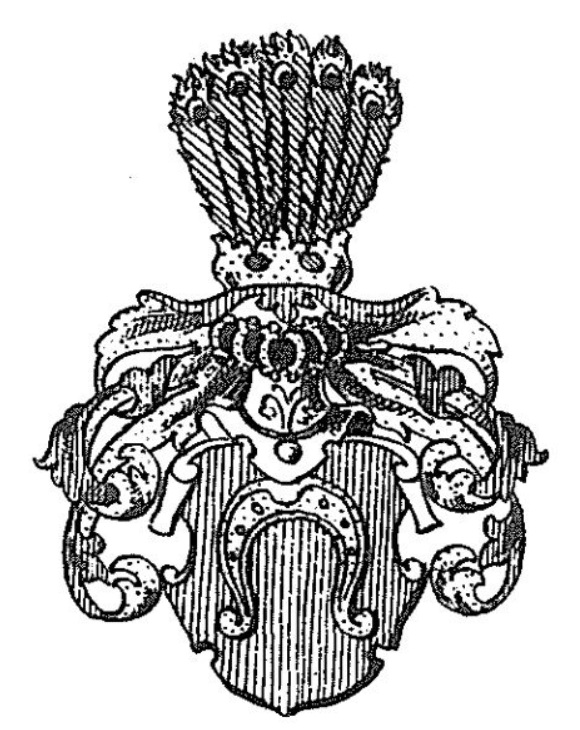
Herb Adama von Riesenburga
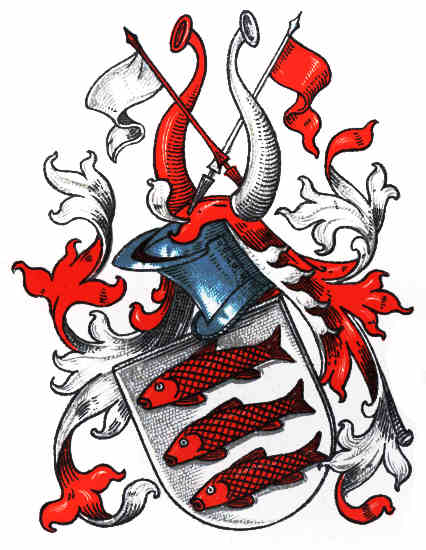
Herb Ester von Seidlitz